# Senecio lhasaensis
Senecio lhasaensis là một loài thực vật có hoa trong họ Cúc. Loài này được Ling ex C.Jeffrey & Y.L.Chen miêu tả khoa học đầu tiên năm 1981.